# José Trifón Domínguez y López Camelo
José Trifón Domínguez y López Camelo (Buenos Aires, 2 de julio de 1817 – íd, 24 de octubre de 1903) fue un ministro de la Corte Suprema de Justicia de Argentina.

## Familia
Sus padres fueron José Luciano Domínguez Díaz y María Luisa López Camelo Lamadrid y estaba casado con María del Carmen Antuña Labandera.
Además, era hermano del poeta Luis Domínguez y cuñado de Salvador María del Carril. 

## Carrera política y judicial
Su familia emigró a Montevideo debido a su oposición al rosismo y en esa ciudad estudió Derecho y se doctoró en agosto de 1850. Se radicó en Buenos Aires luego de la caída de Rosas y en 1860 fue miembro de la Convención Constituyente que reformó la Constitución Nacional. Ingresó a la administración de justicia cuando por decreto del 4 de julio de 1863 el presidente Bartolomé Mitre, que estaba organizando la justicia federal, lo designó juez federal para la provincia de Buenos Aires. En 1864 lo nombraron para integrar la Suprema Corte de Justicia de la Provincia de Buenos Aires, cargo que ejerció hasta su designación en la Corte nacional.
Cuando el presidente Domingo Faustino Sarmiento solicitó el acuerdo del Senado para nombrarlo juez de la Corte Suprema para llenar la vacante producida por el fallecimiento de Marcelino Ugarte, recibió observaciones, no por sus condiciones, sino porque su cuñado Del Carril era también juez del tribunal. pero al insistir Sarmiento logró el acuerdo; el 14 de octubre de 1872 fue designado juez de la Corte Suprema de Justicia por decreto del presidente y permaneció en el cargo hasta su renuncia el 27 de julio de 1887.
En 1884 preparó un proyecto para establecer el juicio por jurados, pero no prosperó.
Compartió la Corte de Justicia en distintos momentos con José Benjamín Gorostiaga,  José Barros Pazos, Francisco Delgado, Salvador María del Carril, Saturnino María Laspiur, Onésimo Leguizamón, Uladislao Frías, Manuel Demetrio Pizarro, Federico Ibarguren y Calixto S. de la Torre.
Falleció en Buenos Aires el 24 de octubre de 1903.